# 10 MPH
10 MPH um filme documentário norte-americano dirigido por Hunter Weeks e lançado em 2007 — estrelado por Josh Caldwell e Segway HT.